# Midnapore Canal
Midnapore Canal är en kanal i Indien. Den ligger i den östra delen av landet, 1 300 km sydost om huvudstaden New Delhi.